# Хмельничново (Ивановская область)
Хмельничново — деревня в Лухском районе Ивановской области. Входит в состав Тимирязевского сельского поселения.

## География
Находится в восточной части Ивановской области на расстоянии приблизительно 5 км на запад-северо-запад по прямой от районного центра поселка Лух на правобережье речки Возополь.

## История
В 1872 году здесь (тогда Юрьевецкий уезд Костромской губернии) было учтено 23 двора, в 1907 году — 32.

## Население
Постоянное население составляло 110 человек (1872 год), 167 (1897), 167 (1907), 25 в 2002 году (русские 96 %), 3 в 2010.